# Кубок Футбольной лиги 1997/1998
Кубок Футбольной лиги 1997/98 (англ. 1997–98 Football League Cup, официальное спонсорское название — Coca-Cola Cup) стал тридцать восьмым розыгрышем Кубка Футбольной лиги, клубного турнира на выбывание для английских и валлийских футбольных клубов, выступавших в Премьер-лиге и Футбольной лиге Англии. Турнир прошёл с 11 августа 1997 года по 29 марта 1998 года.
Победу в турнире одержал «Челси», обыгравший в финале «Мидлсбро» на стадионе «Уэмбли». Для «Челси» эта победа стала второй в данном турнире.

## Первый раунд
70 команд из Первого, Второго и Третьего дивизионов футбольной лиги вступают в борьбу за Кубок с первого раунда.
| №                                       | Хозяева1                 | (1-й матч) (2-й матч) Итог | Гости                   |
| --------------------------------------- | ------------------------ | -------------------------- | ----------------------- |
| 1                                       | Блэкпул                  | (1:0) (0:1) 1:1            | Манчестер Сити          |
| «Блэкпул» победил в серии пенальти 4:2  |                          |                            |                         |
| 2                                       | Борнмут                  | (0:1) (1:1) 1:2            | Торки Юнайтед           |
| 3                                       | Брентфорд                | (1:1) (5:3) 6:4            | Шрусбери Таун           |
| 4                                       | Брайтон энд Хоув Альбион | (1:1) (1:3) 2:4            | Лейтон Ориент           |
| 5                                       | Бристоль Сити            | (0:0) (2:1) 2:1            | Бристоль Роверс         |
| 6                                       | Кембридж Юнайтед         | (1:1) (1:2) 2:3            | Вест Бромвич Альбион    |
| 7                                       | Кардифф Сити             | (1:1) (1:3) 2:4            | Саутенд Юнайтед         |
| 8                                       | Чарльтон Атлетик         | (0:1) (1:3) 1:4            | Ипсвич Таун             |
| 9                                       | Честер Сити              | (1:2) (0:3) 1:5            | Карлайл Юнайтед         |
| 10                                      | Колчестер Юнайтед        | (0:1) (1:1) 1:2            | Лутон Таун              |
| 11                                      | Кру Александра           | (2:3) (3:3) 5:6            | Бери                    |
| 12                                      | Дарлингтон               | (1:1) (1:2) 2:3            | Ноттс Каунти            |
| 13                                      | Донкастер Роверс         | (0:8) (1:2) 1:10           | Ноттингем Форест        |
| 14                                      | Джиллингем               | (0:1) (0:3) 0:4            | Бирмингем Сити          |
| 15                                      | Хаддерсфилд Таун         | (2:1) (1:1) 3:2            | Брэдфорд Сити           |
| 16                                      | Линкольн Сити            | (1:1) (1:2) 2:3            | Бернли                  |
| 17                                      | Маклсфилд Таун           | (0:0) (1:2) 1:2            | Халл Сити               |
| 18                                      | Мансфилд Таун            | (4:2) (3:6) 7:8            | Стокпорт Каунти         |
| 19                                      | Нортгемптон Таун         | (2:1) (1:2) 3:3            | Миллуолл                |
| «Миллуолл» победил в серии пенальти 2:0 |                          |                            |                         |
| 20                                      | Норвич Сити              | (2:1) (1:3) 3:4            | Барнет                  |
| 21                                      | Олдем Атлетик            | (1:0) (0:5) 1:5            | Гримсби Таун            |
| 22                                      | Оксфорд Юнайтед          | (2:0) (5:3) 7:3            | Плимут Аргайл           |
| 23                                      | Питерборо Юнайтед        | (2:2) (2:1) 4:3            | Портсмут                |
| 24                                      | Порт Вейл                | (1:2) (1:1) 2:3            | Йорк Сити               |
| 25                                      | Куинз Парк Рейнджерс     | (0:2) (2:1) 2:3            | Вулверхэмптон Уондерерс |
| 26                                      | Рединг                   | (2:0) (1:1) 3:1            | Суонси Сити             |
| 27                                      | Рочдейл                  | (1:3) (1:1) 2:4            | Сток Сити               |
| 28                                      | Ротерем Юнайтед          | (1:3) (0:2) 1:5            | Престон Норт Энд        |
| 29                                      | Скарборо                 | (0:2) (1:2) 1:4            | Сканторп Юнайтед        |
| 30                                      | Суиндон Таун             | (0:2) (1:1) 1:3            | Уотфорд                 |
| 31                                      | Транмир Роверс           | (3:1) (1:2) 4:3            | Хартлпул Юнайтед        |
| 32                                      | Уолсолл                  | (2:0) (1:0) 3:0            | Эксетер Сити            |
| 33                                      | Уиган Атлетик            | (1:2) (0:1) 1:3            | Честерфилд              |
| 34                                      | Рексем                   | (1:1) (1:3) 2:4            | Шеффилд Юнайтед         |
| 35                                      | Уиком Уондерерс          | (1:2) (4:4) 5:6            | Фулхэм                  |

1 Команда, играющая дома в первом матче, обозначается как «хозяева»

## Второй раунд
35 победителей первого раунда продолжают борьбу вместе с 13-ю клубами Премьер-Лиги (не участвующих в еврокубках), а также с клубами «Мидлсбро» и «Сандерленд», которые покинули высший дивизион по итогам прошлого сезона.
| №                                             | Хозяева1          | (1-й матч) (2-й матч) Итог | Гости                   |
| --------------------------------------------- | ----------------- | -------------------------- | ----------------------- |
| 1                                             | Бирмингем Сити    | (4:1) (1:2) 5:3            | Стокпорт Каунти         |
| 2                                             | Блэкберн Роверс   | (6:0) (0:1) 6:1            | Престон Норт Энд        |
| 3                                             | Блэкпул           | (1:0) (1:3) 2:3            | Ковентри Сити           |
| 4                                             | Бернли            | (0:4) (0:2) 0:6            | Сток Сити               |
| 5                                             | Честерфилд        | (1:2) (1:4) 2:6            | Барнсли                 |
| 6                                             | Фулхэм            | (0:1) 0:2                  | Вулверхэмптон Уондерерс |
| 7                                             | Гримсби Таун      | (2:0) (2:3) 4:3            | Шеффилд Уэнсдей         |
| 8                                             | Хаддерсфилд Таун  | (1:0) (0:3) 1:3            | Вест Хэм Юнайтед        |
| 9                                             | Халл Сити         | (1:0) (1:2) 2:2            | Кристал Пэлас           |
| «Халл Сити» победил по правилу выездного гола |                   |                            |                         |
| 10                                            | Ипсвич Таун       | (1:1) (3:0) 4:1            | Торки Юнайтед           |
| 11                                            | Лидс Юнайтед      | (3:1) (1:2) 4:3            | Бристоль Сити           |
| 12                                            | Лейтон Ориент     | (1:3) (4:4) 5:7            | Болтон Уондерерс        |
| 13                                            | Лутон Таун        | (1:1) (2:4) 3:5            | Вест Бромвич Альбион    |
| 14                                            | Мидлсбро          | (1:0) (2:0) 3:0            | Барнет                  |
| 15                                            | Ноттингем Форест  | (0:1) (2:2) 2:3            | Уолсолл                 |
| 16                                            | Ноттс Каунти      | (0:2) (1:0) 1:2            | Транмир Роверс          |
| 17                                            | Оксфорд Юнайтед   | (4:1) (2:1) 6:2            | Йорк Сити               |
| 18                                            | Рединг            | (0:0) (2:0) 2:0            | Питерборо Юнайтед       |
| 19                                            | Сканторп Юнайтед  | (0:1) (0:5) 0:6            | Эвертон                 |
| 20                                            | Саутгемптон       | (3:1) (2:0) 5:1            | Брентфорд               |
| 21                                            | Саутенд Юнайтед   | (0:1) (0:5) 0:6            | Дерби Каунти            |
| 22                                            | Сандерленд        | (2:1) 4:2                  | Бери                    |
| 23                                            | Тоттенхэм Хотспур | (3:2) (2:0) 5:2            | Карлайл Юнайтед         |
| 24                                            | Уотфорд           | (1:1) (0:4) 1:5            | Шеффилд Юнайтед         |
| 25                                            | Уимблдон          | (5:1) (4:1) 9:2            | Миллуолл                |

1 Команда, играющая дома в первом матче, обозначается как «хозяева»

## Третий раунд
25 победителей второго раунда продолжают борьбу вместе с семью клубами Премьер-Лиги, участвующих в еврокубках.
| №                                                        | Хозяева              | Счёт | Гости                   | Дата            |
| -------------------------------------------------------- | -------------------- | ---- | ----------------------- | --------------- |
| 1                                                        | Арсенал              | 4:1  | Бирмингем Сити          | 14 октября 1997 |
| 2                                                        | Барнсли              | 1:2  | Саутгемптон             | 14 октября 1997 |
| 3                                                        | Болтон Уондерерс     | 2:0  | Уимблдон                | 14 октября 1997 |
| 4                                                        | Гримсби Таун         | 3:1  | Лестер Сити             | 14 октября 1997 |
| 5                                                        | Ипсвич Таун          | 2:0  | Манчестер Юнайтед       | 14 октября 1997 |
| 6                                                        | Оксфорд Юнайтед      | 1:1  | Транмир Роверс          | 14 октября 1997 |
| «Оксфорд Юнайтед» победил в серии пенальти со счётом 6:5 |                      |      |                         |                 |
| 7                                                        | Рединг               | 4:2  | Вулверхэмптон Уондерерс | 14 октября 1997 |
| 8                                                        | Уолсолл              | 2:1  | Шеффилд Юнайтед         | 14 октября 1997 |
| 9                                                        | Челси                | 1:1  | Блэкберн Роверс         | 15 октября 1997 |
| «Челси» победил в серии пенальти со счётом 4:1           |                      |      |                         |                 |
| 10                                                       | Ковентри Сити        | 4:1  | Эвертон                 | 15 октября 1997 |
| 11                                                       | Мидлсбро             | 2:0  | Сандерленд              | 15 октября 1997 |
| 12                                                       | Ньюкасл Юнайтед      | 2:0  | Халл Сити               | 15 октября 1997 |
| 13                                                       | Сток Сити            | 1:3  | Лидс Юнайтед            | 15 октября 1997 |
| 14                                                       | Тоттенхэм Хотспур    | 1:2  | Дерби Каунти            | 15 октября 1997 |
| 15                                                       | Вест Бромвич Альбион | 0:2  | Ливерпуль               | 15 октября 1997 |
| 16                                                       | Вест Хэм Юнайтед     | 3:0  | Астон Вилла             | 15 октября 1997 |

## Четвёртый раунд
| Арсенал      | 1:0 (доп. вр.) | Ковентри Сити |
| ------------ | -------------- | ------------- |
| Бергкамп 99′ |                |               |

| Дерби Каунти | 0:1 | Ньюкасл Юнайтед |
| ------------ | --- | --------------- |
|              |     | 72′ Томассон    |

| Лидс Юнайтед             | 2:3 | Рединг                             |
| ------------------------ | --- | ---------------------------------- |
| Уэтеролл 16′ · Бойер 54′ |     | 9′ Асаба · 66′ Уильямс · 85′ Морли |

| Ливерпуль                 | 3:0 | Гримсби Таун |
| ------------------------- | --- | ------------ |
| Оуэн 28′, 45′ (пен.), 57′ |     |              |

| Мидлсбро                      | 2:1 (доп. вр.) | Болтон Уондерерс |
| ----------------------------- | -------------- | ---------------- |
| Саммербелл 39′ · Хигнетт 115′ |                | 33′ Томпсон      |

| Оксфорд Юнайтед | 1:2 (доп. вр.) | Ипсвич Таун              |
| --------------- | -------------- | ------------------------ |
| Бошан 66′       |                | 63′ Доззел · 93′ Моубрей |

| Челси                 | 2:1 (доп. вр.) | Саутгемптон |
| --------------------- | -------------- | ----------- |
| Флу 61′ · Моррис 118′ |                | 52′ Дэвис   |

| Вест Хэм Юнайтед                    | 4:1 | Уолсолл    |
| ----------------------------------- | --- | ---------- |
| Лэмпард 15′, 73′, 74′ · Хартсон 16′ |     | 45′ Уотсон |

## Четвертьфиналы
| Рединг | 0:1 | Мидлсбро         |
| ------ | --- | ---------------- |
|        |     | 89′ 115′ Хигнетт |

| Вест Хэм Юнайтед | 1:2 | Арсенал                 |
| ---------------- | --- | ----------------------- |
| Абу 75′          |     | 25′ Райт · 52′ Овермарс |

| Ипсвич Таун            | 2:2 (доп. вр.) | Челси               |
| ---------------------- | -------------- | ------------------- |
| Тарикко 45′ · Мэти 62′ |                | 32′ Флу · 45′ Ле Со |
| Пенальти               |                |                     |
|                        | 1:4            |                     |

| Ньюкасл Юнайтед | 0:2 (доп. вр.) | Ливерпуль              |
| --------------- | -------------- | ---------------------- |
|                 |                | 95′ Оуэн · 103′ Фаулер |

## Полуфиналы
Жеребьевка полуфиналов была проведена в январе 1998 года после завершения четвертьфинальных поединков. В отличие от трёх предыдущих раундов, полуфинальные матчи проводились в два круга, при этом каждая команда играла один матч дома. Матчи первого круга были сыграны 27 и 28 января, ответные встречи были проведены 18 февраля. Надежды «Арсенала» на «домашний требл» были развеяны в лондонском дерби с «Челси», а «Ливерпуль» неожиданно проиграл «Мидлсбро» по сумме двух встреч.

### Первый круг
| Ливерпуль                | 2:1 | Мидлсбро   |
| ------------------------ | --- | ---------- |
| Реднапп 31′ · Фаулер 82′ |     | 29′ Мерсон |

| Арсенал                        | 2:1 | Челси         |
| ------------------------------ | --- | ------------- |
| Овермарс 23′ · Стивен Хьюз 47′ |     | 68′ Марк Хьюз |

### Второй круг
| Мидлсбро                     | 2:0 | Ливерпуль |
| ---------------------------- | --- | --------- |
| Мерсон 2′ (пен.) · Бранка 4′ |     |           |

«Мидлсбро» победил со счётом 3:2 по сумме двух встреч
| Челси                                   | 3:1 | Арсенал             |
| --------------------------------------- | --- | ------------------- |
| Хьюз 10′ · Ди Маттео 51′ · Петреску 53′ |     | 82′ (пен.) Бергкамп |

«Челси» победил со счётом 4:3 по сумме двух встреч

## Финал
Финал Кубка прошёл 29 марта на стадионе «Уэмбли».
| Челси                        | 2:0 (доп. вр.) | Мидлсбро |
| ---------------------------- | -------------- | -------- |
| Синклер 95′ · Ди Маттео 107′ |                |          |